# Henuttaneb
Henuttaneb (segle XIV aC) va ser una princesa egípcia de la XVIII dinastia. Era filla del faraó Amenofis III i de la Gran Esposa Reial Tiy, per tant era germana també d'Akhenaton i del príncep hereu Tuthmosis. Era la tercera filla dels seus pares (després de Sitamon i Iset). El seu nom significa "Dama de totes les terres" i fou freqüentment utilitzat com a títol per a les reines.
| H | nw · t | tA · N21 · Z1 | nb |

| H | nw · t | tA · N21 · Z1 | nb |

A Henuttaneb se la representa en una estàtua colossal de Medinet Habu. Aquesta enorme escultura de set metres d'alçada mostra a Amenofis III i Tiy, asseguts un al costat de l'altre, "amb tres de les seves filles situades davant del tron; Henuttaneb, la més gran i millor conservada, al centre; Nebetah a la dreta; i una altra, el nom del qual ha desaparegut, a l'esquerra ". També apareix al temple de Soleb i en una placa de carnalina (amb la seva germana Iset, davant dels seus pares). El seu nom apareix en tres fragments de llosa.
No és clar si Henuttaneb va ser elevada al rang de reina com ho van ser Sitamon i Iset. En cap lloc se la menciona com a esposa del rei, però a la placa de carnalina esmentada el seu nom està inclòs en un cartutx, un privilegi al qual només hi tenien dret els reis i les seves dones.
Després de la mort del seu pare se la deixa d'esmentar a les fonts.